# Swetlana Jurjewna Slepzowa
Swetlana Jurjewna Slepzowa (russisch Светлана Юрьевна Слепцова, wiss. Transliteration Svetlana Jur'evna Slepcova; * 31. Juli 1986 in Chanty-Mansijsk) ist eine ehemalige russische Biathletin und Olympiasiegerin.

## Werdegang
Swetlana Slepzowa wurde in einer sportlich engagierten Familie geboren. Im Alter von zehn Jahren begann sie mit regelmäßigen Biathlon-Lehrgängen, nachdem der Biathlontrainer Alexander Kortschak an ihre Schule kam und sie einlud, sich mit Biathlon zu befassen. Slepzowa erinnerte sich daran am 17. Januar 2008 in einem Chat in Antholz (Italien) mit den Worten: „Ich habe Biathlon in der dritten Klasse begonnen. Es gab zu der Zeit nichts anderes außer Biathlon in Chanty-Mansijsk. Es gab keine Alternative.“ Anfangs schossen die jungen Athletinnen mit Luftgewehren und die Biathlon-Übungen waren kombiniert mit Ballett, Boxen und Karate.
Die 1,62 m große Slepzowa feierte ihren ersten Erfolg im Jahr 2001, als sie den A. Strepetova Preis bei den russischen Jugend-Meisterschaften gewann. Ihr internationales Debüt gab sie bei den 2004er Juniorenweltmeisterschaften im französischen Haute-Maurienne. Beste Ergebnisse waren hier ein elfter Platz im Einzel und ein vierter mit der Staffel. Im Jahr 2005, unter der Anleitung von Michail Nowikow, gewann sie Gold im Einzelrennen bei den Jugend-Weltmeisterschaften in Kontiolahti (Finnland), 1:15 Minuten vor der Ukrainerin Wita Semerenko, Silber hinter Darja Domratschawa in der Verfolgung und Bronze mit der Staffel. Ein paar Monate später erlebte sie einen schweren persönlichen Verlust – den Tod ihres Vaters. 2006 erweiterte sie in Presque Isle ihre Medaillensammlung erneut um Staffelbronze.
Nach dem Übergang in die Altersgruppe der Juniorinnen wurde Slepzowa Mitglied im Jugra-Team von Cheftrainer Waleri Sacharow. Nach zwei Jahren hartem Training unter der sensiblen Führung eines erfahrenen Trainers rückte sie in die Reihen der weltbesten Juniorinnen auf. Zu Beginn der Saison 2006/07 wurde sie erstmals im Seniorinnenbereich eingesetzt. Zunächst startete sie im Europacup, in dem sie mit einem neunten Platz im Sprint debütierte und im anschließenden Verfolgungsrennen auf den zweiten Rang hinter der Deutschen Juliane Döll vorlief. 2007 gab sie ihr Weltcup-Debüt in Pokljuka. Im Sprint lief sie hier auf einen 35. Platz. Slepzowa merkt zu diesem Weltcup-Einsatz an, dass ihr diese neue Erfahrung geholfen hat, besser auf die folgenden Juniorinnen-Weltmeisterschaften in Martell vorbereitet zu sein. Dort gewann sie Gold im Sprint und in der Verfolgung, wurde mit der Staffel Vierte und Fünfte im Einzel.
Noch erfolgreicher verliefen für Slepzowa die anschließenden Junioreneuropameisterschaften, wo sie in allen vier Wettbewerben Medaillen gewann: Gold im Sprint und mit der Staffel, Silber hinter der Österreicherin Iris Waldhuber in der Verfolgung und Bronze im Einzel. Danach kehrte sie in den Weltcup zurück. In Lahti konnte sie als 20. der Verfolgung erstmals Weltcuppunkte sammeln. Beim Weltcupfinale in ihrer russischen Heimat Chanty-Mansijsk steigerte sie sich nochmals und erreichte einen 16. Platz in der Verfolgung. In vier ihrer acht Weltcuprennen erreichte sie Punkte und schloss ihre erste Saison als 55. des Gesamtweltcups ab. Die erfolgreiche Saison der jungen Athletin wurde bei den russischen Elite-Meisterschaften abgerundet, wo sie drei Medaillen gewann und sich damit das Ticket für das National-Team erarbeitete.
Die Saison 2007/2008, in der Slepzowa nunmehr als Mitglied des russischen Weltcup-Kernteams auftrat, startete zunächst mit durchwachsenen Ergebnissen zwischen Platz 7 und 27. Ein erster Podiumsplatz (Rang 2) ergab sich bei der Staffel in Hochfilzen, bei der sie als Startläuferin teilnahm. Weitere Top-3-Ergebnisse mit der Staffel folgten in Pokljuka (Rang 2) und Oberhof (Rang 3). Eine erste Podiumsplatzierung in einer Einzelwertung gelang Slepzowa ebenfalls in Oberhof mit Platz zwei beim Sprint. Es folgte ein weiterer zweiter Platz beim Sprint in Ruhpolding, der nach dem positiven Dopingbefund der finnischen Siegerin Kaisa Varis nachträglich als Sieg gewertet wurde. In Antholz setzte sich diese Erfolgsserie fort: Platz drei im Sprint, Platz zwei in der Verfolgung.
Die Weltmeisterschaften im schwedischen Östersund verliefen krankheitsbedingt weniger erfolgreich. Immerhin konnte sich Slepzowa eine Bronzemedaille in der Mixed-Staffel mit Oksana Neupokojewa, Nikolai Kruglow und Dmitri Jaroschenko sichern. Der Weltcup in ihrer Heimatstadt Chanty-Mansijsk startete zunächst enttäuschend mit einem 34. Platz im Sprint, aufgrund dessen sie das Verfolgungsrennen ausließ. Beim Massenstart schaffte sie dann mit Rang drei doch noch einen Podiumsplatz. Der größte Saisonerfolg von Slepzowa war der Doppelsieg in Sprint und Verfolgung beim abschließenden Weltcup am Holmenkollen im norwegischen Oslo.
Bei den russischen Winter-Meisterschaften 2008 in Uwat unterstrich Slepzowa zum Abschluss der Saison nochmals ihre in Oslo gezeigte Hochform mit drei Goldmedaillen in den Sprint-, Verfolgungs- und Staffelrennen. Die russischen Sommerbiathlon-Meisterschaften vom 23. bis 28. September 2008 in Ufa verliefen mit zwei Goldmedaillen nicht minder erfolgreich: Im Einzelrennen über 15 km, welches durch die Verhängung von einer Strafminute pro Fehler gute Schießleistungen besonders belohnt, leistete sie sich keinen Fehlschuss und kam mit einem Vorsprung von rund 4 Minuten vor Albina Achatowa und Olga Saizewa ins Ziel. Beim 7,5-km-Sprint distanzierte sie trotz einer Strafrunde Oksana Neupokojewa und Nadeschda Tjagunskaja um mehr als eine halbe Minute.

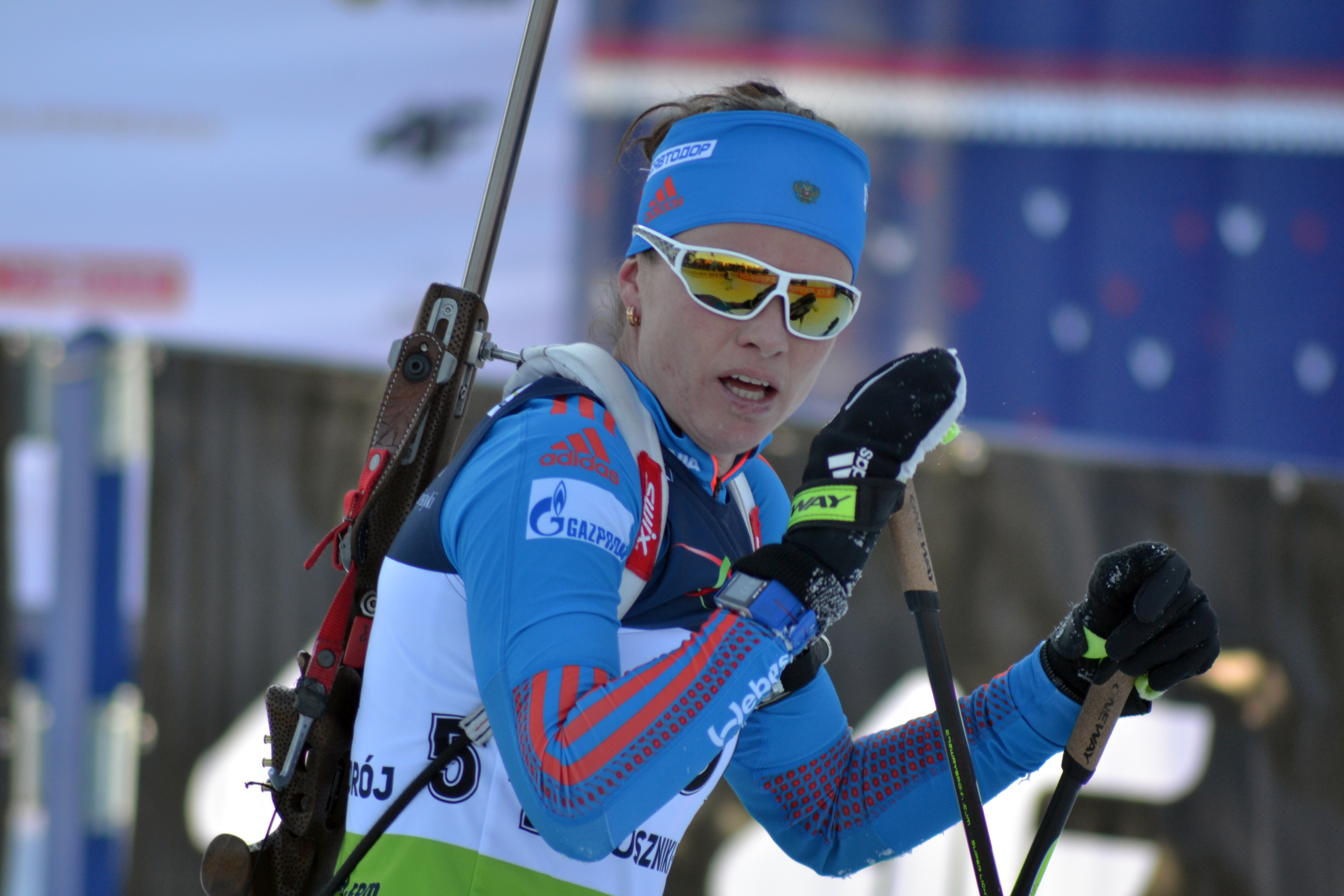
Slepzowa nach dem Zieleinlauf des Sprintrennens bei den Europameisterschaften 2017

Bei ihrer ersten Teilnahme an Olympischen Spielen in Vancouver 2010 wurde Slepzowa in Sprint, Verfolgung und Massenstart sowie in der Staffel eingesetzt. Mit den Plätzen 13, 18 und 14 gelangen ihr gute Platzierungen in den Einzelrennen. Den bis dahin größten Erfolg ihrer Karriere schaffte sie gemeinsam mit Anna Bogali-Titowez, Olga Medwedzewa und Olga Saizewa im Staffelwettbewerb. Als Startläuferin übergab sie nach fehlerfreiem Schießen mit knapp zwei Sekunden Rückstand auf Frankreich als Zweite an Bogali-Titowez, auf dem dritten Abschnitt übernahm Medwedzewa die Führung. Mit anderthalb Minuten Vorsprung sicherte Saizewa auf der Schlussrunde den ersten Platz und damit den Olympiasieg der russischen Staffel.
Anfang November 2018 wurde bekannt, dass die Internationale Biathlon-Union ein Dopingverfahren gegen Slepzowa sowie Jewgeni Ustjugow, Alexander Petschonkin und Alexander Tschernyschow aufgrund auffälliger Proben aus den Jahren 2012 bis 2015 eröffnet hat.
Im Dezember 2019 nahmen Ermittler der Welt-Anti-Doping-Agentur (WADA) erneut Ermittlungen auf gegen Slepzowa sowie den russischen Biathleten Jewgeni Romanowitsch Ustjugow.

## Sportliche Erfolge
Einzelweltcupsiege
| Datum             | Ort        | Land        | Disziplin        |
| ----------------- | ---------- | ----------- | ---------------- |
| 11. Januar 2008   | Ruhpolding | Deutschland | 7,5 km Sprint    |
| 13. März 2008     | Oslo       | Norwegen    | 7,5 km Sprint    |
| 15. März 2008     | Oslo       | Norwegen    | 10 km Verfolgung |
| 20. Dezember 2008 | Hochfilzen | Österreich  | 7,5 km Sprint    |
| 19. Dezember 2009 | Pokljuka   | Slowenien   | 7,5 km Sprint    |
| 20. Dezember 2009 | Pokljuka   | Slowenien   | 10 km Verfolgung |

## Biathlon-Weltcup-Platzierungen
Die Tabelle zeigt alle Platzierungen (je nach Austragungsjahr einschließlich Olympische Spiele und Weltmeisterschaften).
- 1.–3. Platz: Anzahl der Podiumsplatzierungen
- Top 10: Anzahl der Platzierungen unter den ersten zehn (einschließlich Podium)
- Punkteränge: Anzahl der Platzierungen innerhalb der Punkteränge (einschließlich Podium und Top 10)
- Starts: Anzahl gelaufener Rennen in der jeweiligen Disziplin
- Staffel: inklusive Mixed- und Single-Mixed-Staffeln

| Platzierung         | Einzel | Sprint | Verfolgung | Massenstart | Staffel | Gesamt |
| ------------------- | ------ | ------ | ---------- | ----------- | ------- | ------ |
| 1. Platz            |        | 3      | 2          |             | 6       | 11     |
| 2. Platz            | 1      | 3      | 4          |             | 3       | 11     |
| 3. Platz            |        | 1      |            | 2           | 7       | 10     |
| Top 10              | 7      | 19     | 15         | 6           | 28      | 75     |
| Punkteränge         | 12     | 41     | 32         | 19          | 28      | 132    |
| Starts              | 14     | 59     | 33         | 19          | 31      | 156    |
| Stand: Karriereende |        |        |            |             |         |        |